# Salida de Grecia de la eurozona

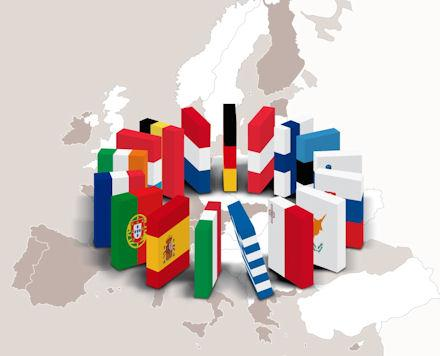
Una caricatura política sobre el «efecto dominó» de una salida de Grecia de la eurozona.

La salida de Grecia de la eurozona hace referencia a la posible salida de Grecia de la zona euro para volver a la dracma. A la controvertida y muy discutida posible salida se le refiere a menudo en círculos financieros con el neologismo grexit. El término es un acrónimo que proviene de la palabra compuesta inglesa Greece (Grecia) y exit (salida). Un neologismo similar es spexit, que se refiere a la hipotética salida de España de la zona euro, o brexit para la salida del Reino Unido de la Unión Europea. El término grexit fue utilizado por primera vez el 6 de febrero de 2012 por Willem Buiter y H. Rahbari Ebrahim, analistas del Citigroup, haciendo referencia a un grupo de trabajo creado por países de la zona euro que se preparaba para hacer frente a la posible salida de Grecia, intentando tomar medidas preventivas y preparar a la zona euro.